# قطعنامه ۵۸ شورای امنیت
قطعنامه ۵۸ شورای امنیت سازمان ملل متحد که در تاریخ ۲۸ سپتامبر ۱۹۴۸ تصویب شد، سندی بین‌المللی دربارهٔ دیوان بین‌المللی دادگستری است. این قطعنامه طی نشست ۳۶۰ام موافق، مخالف و ممتنع تصویب شد.